# Pholcus phalangioides
Pholcus phalangioides, araña de patas largas, es una especie de araña de la familia Pholcidae. Las hembras tienen una longitud corporal de 9 mm; los machos son ligeramente más pequeños. Sus patas son de 5 a 6 veces de la longitud de su cuerpo (llegando a 7 cm de envergadura en las hembras). Acostumbra a vivir en el techo de las habitaciones, cuevas, garajes o las bodegas. Se consideran beneficiosas en algunas partes de mundo porque se alimenta de insectos y arácnidos molestos dentro de las casas. Esta es la única especie de araña descrita por el entomólogo suizo Johann Kaspar Füssli, que la registró en 1775. A veces se puede confundir por su nombre con la araña tigre. 

## Distribución
Originaria de una especie restringida a zonas templadas del paleártico occidental, gracias a los humanos, este sinántropa está repartida por todo el mundo. Es incapaz de vivir en climas fríos, y por tanto, se limita a vivir en casas sólo en algunas zonas.

## Veneno
Investigaciones recientes muestran que su veneno tiene un efecto relativamente débil en insectos En un episodio de Cazadores de mitos han mostrado que las arañas tienen unos quelíceros (0,25 mm) que pueden penetrar la piel humana (0,1 mm), pero solo sintió una leve sensación de ardor durante unos segundos.